# Matt Harpring
Matthew Joseph Harpring (nacido el 31 de mayo de 1976 en Cincinnati, Ohio) es un exjugador de baloncesto que jugó once temporadas en la NBA. Con 2,01 metros de estatura jugaba en la posición de alero.

## Carrera

### Universidad
Harpring jugó al baloncesto en la Universidad de Georgia Tech durante cuatro años. Fue nombrado en el mejor quinteto de la Atlantic Coast Conference en tres ocasiones (el único yellow jacket en lograrlo también fue Mark Price de 1984 a 1986). En su año sénior (1997-98), Harpring promedió 21.6 puntos y 9.4 rebotes por partido, finalizando segundo en la ACC en ambas categorías. Posteriormente fue nombrado en el tercer quinteto del All-American.
Terminó su carrera en Georgia Tech como el segundo máximo anotador y reboteador de la universidad con 2.225 puntos y 997 rebotes, líder en tiros libres intentados con 675 y anotados con 508. Su número 15 está retirado por Georgia Tech. En 124 disputados, Harpring promedió 17.9 puntos y 8 rebotes.

### NBA
Fue seleccionado en la 15.ª posición del Draft de 1998 por Orlando Magic. En su primera temporada en la liga, sus promedios fueron de 8.2 puntos y 4.3 rebotes en 50 partidos, 22 de ellos como titular. Fue nombrado en el mejor quinteto de rookies de la liga.
En su segunda temporada, debido a una lesión de tobillo solo pudo disputar cuatro partidos. En agosto de 2000, fue traspasado a Cleveland Cavaliers, donde promedió 11.1 puntos y 4.3 rebotes. Tras una temporada, fue enviado a Philadelphia 76ers en agosto de 2001. En Philly, Harpring jugño 81 partidos, todos ellos de titular, firmando 11.8 puntos y 7.1 rebotes por noche, además de anotar 20 puntos o más en cinco partidos.
Al año siguiente, firmó como agente libre por Utah Jazz, compartiendo vestuario en la última temporada de John Stockton y Karl Malone juntos. Harpring realizó su mejor temporada, con números de 17.6 puntos, 6.6 rebotes y 1.7 asistencias con un 51.1% en tiros de campo. El 29 de noviembre de 2002 firmó su mejor partido en la NBA, anotando 33 puntos ante Minnesota Timberwolves, récord personal. Finalizó segundo en el premio al Jugador Más Mejorado por detrás de Gilbert Arenas de Golden State Warriors.
Tras la marcha de Stockton y Malone, Harpring ejerció de capitán por orden de Jerry Sloan. Promedió 16.2 puntos y 8 rebotes, siguiendo en su línea de la campaña pasada. Harpring acaba de cumplir su quinta temporada en Utah, tras acumular 11.6 puntos y 4.6 rebotes por noche en la 2006-07, curso en el que los Jazz llegaron hasta las Finales de Conferencia por primera vez desde 1998, cayendo ante los posteriores campeones de la NBA San Antonio Spurs.

## Estadísticas de su carrera en la NBA

### Temporada regular
| Año     | Equipo       | PJ  | PT  | MPP  | %TC  | %3P   | %TL  | RPP | APP | ROB | TPP | PPP  |
| ------- | ------------ | --- | --- | ---- | ---- | ----- | ---- | --- | --- | --- | --- | ---- |
| 1998–99 | Orlando      | 50  | 22  | 22.3 | .463 | .400  | .713 | 4.3 | .9  | .6  | .1  | 8.2  |
| 1999–00 | Orlando      | 4   | 0   | 15.8 | .235 | 1.000 | .857 | 3.0 | 2.0 | 1.2 | .2  | 4.0  |
| 2000–01 | Cleveland    | 56  | 55  | 28.8 | .454 | .250  | .812 | 4.3 | 1.8 | .8  | .3  | 11.1 |
| 2001–02 | Philadelphia | 81  | 81  | 31.4 | .461 | .304  | .743 | 7.1 | 1.3 | .9  | .1  | 11.8 |
| 2002–03 | Utah         | 78  | 69  | 32.8 | .511 | .413  | .792 | 6.6 | 1.7 | .9  | .2  | 17.6 |
| 2003–04 | Utah         | 31  | 31  | 36.6 | .471 | .242  | .688 | 8.0 | 2.0 | .7  | .1  | 16.2 |
| 2004–05 | Utah         | 78  | 55  | 33.1 | .489 | .209  | .778 | 6.2 | 1.8 | .9  | .2  | 14.0 |
| 2005–06 | Utah         | 71  | 32  | 27.4 | .475 | .359  | .725 | 5.2 | 1.4 | .8  | .2  | 12.5 |
| 2006–07 | Utah         | 77  | 2   | 25.5 | .491 | .333  | .767 | 4.6 | 1.3 | .7  | .1  | 11.6 |
| 2007–08 | Utah         | 76  | 0   | 18.1 | .500 | .200  | .712 | 3.2 | 1.1 | .6  | .2  | 8.2  |
| 2008–09 | Utah         | 63  | 2   | 11.0 | .461 | .000  | .764 | 2.0 | .4  | .5  | .1  | 4.4  |
| Total   | Total        | 665 | 349 | 26.4 | .481 | .333  | .753 | 5.1 | 1.4 | .8  | .1  | 11.5 |

### Playoffs
| Año   | Equipo       | PJ | PT | MPP  | %TC  | %3P  | %TL  | RPP | APP | ROB | TPP | PPP  |
| ----- | ------------ | -- | -- | ---- | ---- | ---- | ---- | --- | --- | --- | --- | ---- |
| 1999  | Orlando      | 4  | 0  | 20.5 | .462 | .200 | .727 | 5.0 | 1.8 | .2  | .0  | 8.3  |
| 2002  | Philadelphia | 5  | 5  | 23.8 | .500 | .000 | .778 | 5.2 | 1.4 | 1.0 | .0  | 10.2 |
| 2003  | Utah         | 5  | 5  | 31.2 | .484 | .143 | .813 | 5.4 | 1.0 | 1.0 | .2  | 14.8 |
| 2007  | Utah         | 17 | 0  | 25.5 | .456 | .000 | .723 | 4.8 | 1.4 | .4  | .2  | 9.3  |
| 2008  | Utah         | 12 | 0  | 17.4 | .397 | .333 | .800 | 2.8 | .7  | .6  | .3  | 6.6  |
| Total | Total        | 43 | 10 | 23.2 | .456 | .158 | .763 | 4.4 | 1.2 | .6  | .2  | 9.2  |

## Vida personal
Está casado con Amanda Simpson desde 2003 y tienen cinco hijos: Luke Matthew, Kate Eileen, Robert y Matthew.